# Жеринское
Же́ринское (бел. Жэ́рынскае) — озеро в Чашникском районе Витебской области Беларуси. Относится к бассейну реки Усвейка.
Жеринское — второе по площади озеро Чашникского района, однако его глубина весьма незначительна. В настоящее время водоём претерпевает существенные экологические проблемы, вызванные эвтрофикацией — загрязнением биогенными элементами.

## Физико-географическая характеристика

### Общие сведения
Озеро Жеринское находится в 9 км к востоку от города Чашники и в 2 км к югу от посёлка Октябрьский. Неподалёку расположены деревни Жерино, Гриньки, Лазуки, Боровые. Высота над уровнем моря составляет 139,7 м.
Площадь зеркала равняется 8,74 км². Длина озера — 6,58 км, наибольшая ширина — 1,75 км. Длина береговой линии — 14,85 км. Наибольшая глубина — 3,6 м, средняя — 1,4 м. Объём воды в озере — 11,87 млн м³. Площадь водосбора (без учёта площади озера) — 37,1 км².

### Морфология
Котловина остаточного типа вытянута с севера на юг и сложена из двух плёсов. Склоны пологие, песчаные и супесчаные, преимущественно покрытые лесом и кустарником. Высота склонов составляет в среднем 2 м. На юго-востоке, а также местами на северо-востоке и западе высота склонов увеличивается до 8—10 м.
Береговая линия относительно ровная. Берега низкие (до 0,2 м), в основном заболоченные, поросшие кустарником. Западный берег песчаный. Вдоль берегов сформированы сплавины шириной от 30 до 70 м. За исключением некоторых участков на западе и востоке, озеро окружено поймой шириной до 100 м, преимущественно заболоченной.
Дно плоское, литораль плавно переходит в основную часть ложа. Мелководье сложено заиленным песком, его ширина варьируется от 50 до 100 м. Глубже дно в основном покрыто грубодетритовым сапропелем, за исключением песчаной полосы вдоль западного берега. Наибольшие глубины отмечаются в центральной части северного плёса. В южной части озера присутствует остров площадью 0,14 км².

### Донные отложения
На дне Жеринского озера присутствуют отложения сапропеля объёмом 32,6 млн м³, из которых 28,1 относятся к органическому типу, 2,5 — к кремнезёмистому, 2 — к смешанному. Сапропель занимает 87 % площади озёрной чаши, образуя слой средней мощностью 4,6 м и наибольшей 8,5 м. Натуральная влажность сапропеля составляет 92 %, зольность варьируется от 19 до 57 %, водородный показатель равняется 6,5. Содержание в сухом остатке: азота — 2,4 %, окислов железа — 3 %, алюминия — 2,3 %, магния — 1,1 %, кальция — 4 %, калия — 1,1 %, фосфора — 0,2.

## Гидрология
Приходная часть водного баланса обеспечивается преимущественно осадками, расходная — испарением влаги. В озеро впадает несколько небольших ручьёв, в летнее время нередко пересыхающих. В конце XIX века с целью понижения уровня воды, необходимого для удобства добычи сапропеля, была прорыта протока в озеро Святое. В настоящее время эта протока считается верхним участком реки Чернуха.
Водная толща подвержена интенсивному ветровому перемешиванию за счёт открытости и плоской формы котловины. Однако в безветренную погоду на участках, расположенных на глубине 2 м и заросших подводной растительностью, отмечается понижение температуры на 3,5—4 °C. В зимнее время температура придонных слоёв не опускается ниже 4 °C.
Озеро считается высокоэвтрофным с признаками дистрофии. Вода отличается высоким содержанием биогенных элементов и органического вещества. Перманганатная окисляемость составляет 12—13 мг/л, концентрация аммонийного азота — 0,2—0,4 мг/л. Химический состав воды подвержен резким сезонным колебаниям. Летом вода характеризуется щелочной активной реакцией (pH 8,6—9,2) при отсутствии свободной углекислоты на поверхности, а количество кислорода изменяется от 80 до 95 %. В зимнее время водородный показатель воды становится нейтральным, снижаясь до 6,9—7,2. В верхних слоях воды появляется свободная углекислота в концентрациях до 15—30 мг/л, а в придонных резко сокращается содержание кислорода, падая почти до нуля. Среднегодовая минерализация воды составляет приблизительно 190 мг/л. Прозрачность — 1 м.

## Флора и фауна
Озеро сильно зарастает, особенно подводной растительностью, заполняющей всю площадь ложа. Надводные растения северного плёса формируют полосу шириной до 100 м, а южный плёс занят ими целиком. Надводная растительность представлена преимущественно камышом и тростником, менее распространены рогоз и хвощ. Среди подводных растений преобладают телорез, рдесты, элодея, харовые водоросли.
В окрестностях озера произрастает зверобой жестковолосый — редкое растение, занесённое в Красную книгу Республики Беларусь
Фитопланктон отличается видовым разнообразием. В его состав входит 71 вид — преимущественно зелёные водоросли, среди которых доминируют пирофитовые. Концентрация фитопланктона составляет 28 г/м³. Зоопланктон включает в себя около 25 видов в концентрации 5,3 г/м³, зообентос — 12 видов (биомасса 1,1 г/м²).
Водоём отличается потенциально высокой рыбопродуктивностью при малом разнообразии видов рыб. Основные представители ихтиофауны — щука, плотва, линь, карась, окунь, ёрш. Ранее был распространён язь. Проводилось зарыбление серебряным карасём.

## Экологическая обстановка
Негативное антропогенное влияние на Жеринское озеро отмечается с конца XIX века, когда впервые попытались спустить часть воды ради добычи сапропеля. Позднее была предпринята противоположная попытка — отвести в озеро часть воды из болота, расположенного к северу от озера, для облегчения торфоразработок. Прорыли мелиорационный канал, однако из-за ошибки разработчиков плана вода стала уходить не в озеро из болота, а наоборот. В результате канал пришлось зарыть, а восстановление уровня воды в озере заняло некоторое время.
Основной проблемой остаётся высокое содержание загрязняющих веществ минерального и органического происхождения. Рост загрязнения спровоцирован интенсивной хозяйственной деятельностью в окрестностях озера.
Ввиду высокой эвтрофности водоёма в зимнее время периодически происходят заморы рыбы. Считается, что как для предотвращения кислородного голодания, так и для общего оздоровления гидрологического режима целесообразно развивать добычу сапропеля. Сапропель Жеринского озера может использоваться как лечебная грязь, в качестве удобрения, для производства строительных материалов или на нужды мелиорации.
Однако несмотря на экологические проблемы, на озере производится промысловый лов рыбы, организовано платное любительское рыболовство и разрешена подводная охота.